# センチュリオン・エアカーゴ425便着陸失敗事故
センチュリオン・エアカーゴ425便着陸失敗事故（センチュリオン・エアカーゴ425びんちゃくりくしっぱいじこ）とは、2012年10月13日にセンチュリオン・エアカーゴの運航していた貨物機が、ブラジルのヴィラコッポス国際空港での着陸に失敗した航空事故である。
これによって、事故機は左側の降着装置（左後輪）と主翼、エンジンを損傷したが、犠牲者や負傷者は出なかった。

## 機体と乗員
事故機の機種はマクドネル・ダグラス社製MD-11F型機であり、シリアル番号：48434 / 476、機体記号：N988ARとして1991年に製造され、その耐空性証明は2026年10月6日まで有効であった。同機はこの事故の3年前にも、モンテビデオのカラスコ国際空港にて、ハードランディングによる負荷超過のため右後輪を破損する事故を引き起こしていた。
アメリカ合衆国のセンチュリオン・エアカーゴに、2003年に入社した425便の機長の累計飛行時間は12,900時間、2005年入社の副操縦士は5,198時間であり、どちらも機体を飛ばすのに充分な飛行経験を有していた。2人のほかには航空整備士が1名搭乗していた。
425便の搭載品は、電子部品や医薬化学製品、自動車部品など、総計約67トンの貨物であった。

## 事故の経緯
425便はマイアミ国際空港を無事に離陸し、10月13日の夜、副操縦士がILS Z方式の手順でヴィラコッポス国際空港の滑走路15に向かって、アプローチ操作を実行していた。視界は良好（VMC：有視界気象状態）であったが、管制塔から着陸許可が出された際に20ノットだった風速は、一時的に29ノットにまで上がっていた。
しかしUTC21時52分（現地時刻18時52分）、同便が空港に着地したと同時に左後輪が折損し、その状態で滑走路上を800メートルあまり擦りつつ滑った。これによって左側の降着装置と主翼、エンジンは大きな損傷を受けたが、滑走路外に飛び出ることはなく、乗員らにも負傷者は出なかった。
ヴィラコッポス国際空港を運用していたインフラエロ社（Infraero）は、事故機の撤去と滑走路の再開までに2日近くを費やさなければならなかった。

## 事故調査
アメリカの国家運輸安全委員会と、ブラジルの航空事故調査・防止センターが調査に乗り出した。事故当時の風速はやや強かったものの、MD-11型機のマニュアルにおける着陸時の風速限界は30ノットであったため、風力条件は事故機を制限するものではなかったとされた。これに加えて、MD-11型機は最大限界重量（222,941キロ）にて毎分600フィートの降下率で着陸可能であることが認証されている一方、事故機の重量と降下速度はそれぞれ197,036キロと毎分600フィートであったことから、同機の着陸時に問題はなく、機体は正しく運用されていたことも判明した。
しかし、前述した2009年に同機が事故を起こして右後輪に損傷を受けた際には、VARIGエンジニアリング＆メンテナンスによって降着装置の交換が実施されたが、当時の事故調査委員会は、機体が受けた破損の調査や耐空性回復に必要なサービスの特定、そしてモンテビデオでそれを可能にした全サービスの提供に責任を負う組織を、記録にて特定できなかった。そのほか、左後輪の構造が損傷した可能性のある他の事象の発生については事故機の記録は調査されておらず、また、結果として生じた損害が提供された修理サービスによって修繕されず、あるいはその後の機体の定期検査においても確認されなかった可能性があった。
材料研究所の調査では降着装置に亀裂が見つかり、それは張力の集中点であった接続口（ボルト穴）におけるシリンダー後部から始まり、シリンダー前部に達して2つに割れ破壊されていた。これにより、シリンダーの不具合はシリンダー構造における過負荷によることと、3年前の事故における過負荷状態に由来する予亀裂（pre-crack）の兆候が張力の集中箇所として機能した可能性があるという、2点が導き出された。腐食や疲労の証拠は発見されなかった。
この予亀裂の存在により、たとえハードランディングではない機体の限界内での着陸であっても、降着装置の部品の不具合と最終的な破損を機体にもたらす可能性があると結論づけられた。
425便の事故時点まで、MD-11型機は着陸に際した14件のインシデントを引き起こしており、特に2010年のルフトハンザ・カーゴ8460便着陸失敗事故を受けたボーイング社は、運用や訓練状況の議論のための会議をMD-11型機の全運航会社と開催していた。会議後の2011年にボーイングは、MD-11型機のマニュアルの着陸に関する項目を改訂して運用上の留意事項や技術を強調しており、特に高い降下率のアプローチに重点を置いていた。

## 余波
事故を受けて調査当局からは、潜在的状況あるいは激しい不具合によりもたらされる危険性を排除または低減するため、予防的および修正的性質の措置が発令された。
1本しか存在しないヴィラコッポス国際空港の滑走路は事故によって45時間あまり閉鎖されたため、同空港を拠点とするアズールブラジル航空には、顧客による訴訟を除いて約1,000万レアル相当の損害が発生したと見積もられ、およそ25,000人の利用客に影響が出た。このほか、同空港を発着する300便あまりのフライトが、キャンセルされるという事態にもなった。
なお、事故機を運航していたセンチュリオン・エアカーゴについては、経営難のため2018年に倒産している。